# Torneio de Wimbledon de 2022 - Dia a dia
Estes foram os jogos realizados nas quadras mais importantes a partir do primeiro dia das chaves principais.

## Dia 1 (27 de junho)
- Cabeças de chave eliminados:
  - Simples masculino:  Hubert Hurkacz [7],  Pablo Carreño Busta [16]
  - Simples feminino:  Danielle Collins [7],  Martina Trevisan [22],  Beatriz Haddad Maia [23],  Kaia Kanepi [31]

Ordem dos jogos:
| Quadra Central              | Quadra Central                         | Quadra Central                         | Quadra Central                 |
| Evento                      | Vencedor(a)/(es/as)                    | Derrotado(a)/(os/as)                   | Resultado                      |
| --------------------------- | -------------------------------------- | -------------------------------------- | ------------------------------ |
| Simples masculino – 1ª fase | Novak Djokovic [1]                     | Kwon Soon-woo                          | 6–3, 3–6, 6–3, 6–4             |
| Simples feminino – 1ª fase  | Emma Raducanu [10]                     | Alison Van Uytvanck                    | 6–4, 6–4                       |
| Simples masculino – 1ª fase | Andy Murray                            | James Duckworth                        | 4–6, 6–3, 6–2, 6–4             |
| Quadra Nº 1                 |                                        |                                        |                                |
| Evento                      | Vencedor(a)/(es/as)                    | Derrotado(a)/(os/as)                   | Resultado                      |
| Simples feminino – 1ª fase  | Ons Jabeur [3]                         | Mirjam Björklund [Q]                   | 6–1, 6–3                       |
| Simples masculino – 1ª fase | Carlos Alcaraz [5]                     | Jan-Lennard Struff                     | 4–6, 7–5, 4–6, 7–63, 6–4       |
| Simples feminino – 1ª fase  | Angelique Kerber [15]                  | Kristina Mladenovic                    | 6–0, 7–5                       |
| Simples feminino – 1ª fase  | Tamara Korpatsch vs. Heather Watson    | Tamara Korpatsch vs. Heather Watson    | 7–67, 5–7, suspenso            |
| Quadra Nº 2                 |                                        |                                        |                                |
| Evento                      | Vencedor(a)/(es/as)                    | Derrotado(a)/(os/as)                   | Resultado                      |
| Simples masculino – 1ª fase | Cameron Norrie [9]                     | Pablo Andújar                          | 6–0, 7–63, 6–3                 |
| Simples feminino – 1ª fase  | Anett Kontaveit [2]                    | Bernarda Pera                          | 7–5, 6–1                       |
| Simples masculino – 1ª fase | Jannik Sinner [10]                     | Stan Wawrinka [WC]                     | 7–5, 4–6, 6–3, 6–2             |
| Simples feminino – 1ª fase  | Maria Sakkari [5] vs. Zoe Hives [Q]    | Maria Sakkari [5] vs. Zoe Hives [Q]    | adiado                         |
| Quadra Nº 3                 |                                        |                                        |                                |
| Evento                      | Vencedor(a)/(es/as)                    | Derrotado(a)/(os/as)                   | Resultado                      |
| Simples masculino – 1ª fase | Alejandro Davidovich Fokina            | Hubert Hurkacz [7]                     | 7–64, 6–4, 5–7, 2–6, 7–6(10–8) |
| Simples feminino – 1ª fase  | Marie Bouzková                         | Danielle Collins [7]                   | 5–7, 6–4, 6–4                  |
| Simples masculino – 1ª fase | Ryan Peniston [WC] vs. Henri Laaksonen | Ryan Peniston [WC] vs. Henri Laaksonen | adiado                         |

## Dia 2 (28 de junho)
- Cabeças de chave eliminados:
  - Simples masculino:  Félix Auger-Aliassime [6],  Grigor Dimitrov [18],  Holger Rune [24],  Daniel Evans [28]
  - Simples feminino:  Belinda Bencic [14],  Jil Teichmann [18],  Camila Giorgi [21],  Yulia Putintseva [27],  Shelby Rogers [30]

Ordem dos jogos:
| Quadra Central              | Quadra Central                              | Quadra Central                              | Quadra Central           |
| Evento                      | Vencedor(a)/(es/as)                         | Derrotado(a)/(os/as)                        | Resultado                |
| --------------------------- | ------------------------------------------- | ------------------------------------------- | ------------------------ |
| Simples feminino – 1ª fase  | Iga Świątek [1]                             | Jana Fett [Q]                               | 6–0, 6–3                 |
| Simples masculino – 1ª fase | Rafael Nadal [2]                            | Francisco Cerúndolo                         | 6–4, 6–3, 3–6, 6–4       |
| Simples feminino – 1ª fase  | Harmony Tan                                 | Serena Williams [WC]                        | 7–5, 1–6, 7–6(10–7)      |
| Quadra Nº 1                 |                                             |                                             |                          |
| Evento                      | Vencedor(a)/(es/as)                         | Derrotado(a)/(os/as)                        | Resultado                |
| Simples masculino – 1ª fase | Alex De Minaur [19]                         | Hugo Dellien                                | 6–1, 6–3, 7–5            |
| Simples feminino – 1ª fase  | Heather Watson                              | Tamara Korpatsch                            | 76–7, 7–5, 6–2           |
| Simples feminino – 1ª fase  | Simona Halep [16]                           | Karolína Muchová                            | 6–3, 6–2                 |
| Simples masculino – 1ª fase | Stefanos Tsitsipas [4]                      | Alexander Ritschard [Q]                     | 7–61, 6–3, 5–7, 6–4      |
| Simples feminino – 1ª fase  | Tereza Martincová vs. Karolína Plíšková [6] | Tereza Martincová vs. Karolína Plíšková [6] | 6–7(1–7), 5–5, suspenso  |
| Quadra Nº 2                 |                                             |                                             |                          |
| Evento                      | Vencedor(a)/(es/as)                         | Derrotado(a)/(os/as)                        | Resultado                |
| Simples masculino – 1ª fase | Steve Johnson                               | Grigor Dimitrov [18]                        | 4–6, 5–2, ab.            |
| Simples feminino – 1ª fase  | Coco Gauff [11]                             | Elena-Gabriela Ruse                         | 2–6, 6–3, 7–5            |
| Simples feminino – 1ª fase  | Petra Kvitová [25]                          | Jasmine Paolini                             | 2–6, 6–4, 6–2            |
| Simples masculino – 1ª fase | Jason Kubler [Q]                            | Daniel Evans [28]                           | 6–1, 6–4, 6–3            |
| Simples feminino – 1ª fase  | Garbiñe Muguruza [9] vs. Greet Minnen       | Garbiñe Muguruza [9] vs. Greet Minnen       | 4–6, suspenso            |
| Quadra Nº 3                 |                                             |                                             |                          |
| Evento                      | Vencedor(a)/(es/as)                         | Derrotado(a)/(os/as)                        | Resultado                |
| Simples feminino – 1ª fase  | Maria Sakkari [5]                           | Zoe Hives [Q]                               | 6–1, 6–4                 |
| Simples masculino – 1ª fase | Nick Kyrgios                                | Paul Jubb [WC]                              | 3–6, 6–1, 7–5, 36–7, 7–5 |
| Simples masculino – 1ª fase | Maxime Cressy                               | Félix Auger-Aliassime [6]                   | 56–7, 6–4, 7–69, 7–65    |

## Dia 3 (29 de junho)
- Cabeças de chave eliminados:
  - Simples masculino:  Casper Ruud [3],  Reilly Opelka [15],  Sebastián Báez [31]
  - Simples feminino:  Anett Kontaveit [2],  Garbiñe Muguruza [9],  Emma Raducanu [10],  Sorana Cîrstea [26],  Anhelina Kalinina [29]
  - Duplas masculinas:  Marcelo Arévalo /  Jean-Julien Rojer [4]
  - Duplas femininas:  Lucie Hradecká /  Sania Mirza [6],  Monica Niculescu /  Elena-Gabriela Ruse [14]

Ordem dos jogos:
| Quadra Central              | Quadra Central        | Quadra Central       | Quadra Central          |
| Evento                      | Vencedor(a)/(es/as)   | Derrotado(a)/(os/as) | Resultado               |
| --------------------------- | --------------------- | -------------------- | ----------------------- |
| Simples masculino – 2ª fase | Novak Djokovic [1]    | Thanasi Kokkinakis   | 6–1, 6–4, 6–2           |
| Simples feminino – 2ª fase  | Caroline Garcia       | Emma Raducanu [10]   | 6–3, 6–3                |
| Simples masculino – 2ª fase | John Isner [20]       | Andy Murray          | 6–4, 7–64, 36–7, 6–4    |
| Quadra Nº 1                 |                       |                      |                         |
| Evento                      | Vencedor(a)/(es/as)   | Derrotado(a)/(os/as) | Resultado               |
| Simples feminino – 2ª fase  | Jule Niemeier         | Anett Kontaveit [2]  | 6–4, 6–0                |
| Simples feminino – 2ª fase  | Karolína Plíšková [6] | Tereza Martincová    | 7–61, 7–5               |
| Simples masculino – 2ª fase | Cameron Norrie [9]    | Jaume Munar          | 6–4, 3–6, 5–7, 6–0, 6–2 |
| Simples feminino – 2ª fase  | Maria Sakkari [5]     | Viktoriya Tomova     | 6–4, 6–3                |
| Quadra Nº 2                 |                       |                      |                         |
| Evento                      | Vencedor(a)/(es/as)   | Derrotado(a)/(os/as) | Resultado               |
| Simples masculino – 2ª fase | Ugo Humbert           | Casper Ruud [3]      | 3–6, 6–2, 7–5, 6–4      |
| Simples feminino – 2ª fase  | Greet Minnen          | Garbiñe Muguruza [9] | 6–4, 6–0                |
| Simples feminino – 2ª fase  | Angelique Kerber [15] | Magda Linette        | 6–3, 6–3                |
| Simples masculino – 2ª fase | Carlos Alcaraz [5]    | Tallon Griekspoor    | 6–4, 7–60, 6–3          |
| Quadra Nº 3                 |                       |                      |                         |
| Evento                      | Vencedor(a)/(es/as)   | Derrotado(a)/(os/as) | Resultado               |
| Simples masculino – 2ª fase | Steve Johnson         | Ryan Peniston [WC]   | 6–3, 6–2, 6–4           |
| Simples feminino – 2ª fase  | Jeļena Ostapenko [12] | Yanina Wickmayer [Q] | 6–2, 6–2                |
| Simples masculino – 2ª fase | Jannik Sinner [10]    | Mikael Ymer          | 6–4, 6–3, 5–7, 6–2      |

## Dia 4 (30 de junho)
- Cabeças de chave eliminados:
  - Simples masculino:  Diego Schwartzman [12],  Denis Shapovalov [13],  Filip Krajinović [26]
  - Simples feminino:  Karolína Plíšková [6],  Sara Sorribes Tormo [32]
  - Duplas masculinas:  Tim Pütz /  Michael Venus [5]
  - Duplas femininas:  Latisha Chan /  Samantha Stosur [12]

Ordem dos jogos:
| Quadra Central              | Quadra Central                 | Quadra Central                 | Quadra Central           |
| Evento                      | Vencedor(a)/(es/as)            | Derrotado(a)/(os/as)           | Resultado                |
| --------------------------- | ------------------------------ | ------------------------------ | ------------------------ |
| Simples feminino – 2ª fase  | Katie Boulter                  | Karolína Plíšková [6]          | 3–6, 7–64, 6–4           |
| Simples masculino – 2ª fase | Rafael Nadal [2]               | Ričardas Berankis              | 6–4, 6–4, 4–6, 6–3       |
| Simples feminino – 2ª fase  | Coco Gauff [11]                | Mihaela Buzărnescu             | 6–2, 6–3                 |
| Quadra Nº 1                 |                                |                                |                          |
| Evento                      | Vencedor(a)/(es/as)            | Derrotado(a)/(os/as)           | Resultado                |
| Simples masculino – 2ª fase | Stefanos Tsitsipas [4]         | Jordan Thompson                | 6–2, 6–3, 7–5            |
| Simples feminino – 2ª fase  | Iga Świątek [1]                | Lesley Pattinama Kerkhove [LL] | 6–4, 4–6, 6–3            |
| Simples masculino – 2ª fase | Alex De Minaur [19]            | Jack Draper                    | 5–7, 7–60, 6–2, 6–3      |
| Quadra Nº 2                 |                                |                                |                          |
| Evento                      | Vencedor(a)/(es/as)            | Derrotado(a)/(os/as)           | Resultado                |
| Simples feminino – 2ª fase  | Paula Badosa [4]               | Irina Bara                     | 6–3, 6–2                 |
| Simples masculino – 2ª fase | Nick Kyrgios                   | Filip Krajinović [26]          | 6–2, 6–3, 6–1            |
| Simples feminino – 2ª fase  | Jessica Pegula [8]             | Harriet Dart                   | 4–6, 6–3, 6–1            |
| Simples feminino – 2ª fase  | Simona Halep [16]              | Kirsten Flipkens [PR]          | 7–5, 6–4                 |
| Quadra Nº 3                 |                                |                                |                          |
| Evento                      | Vencedor(a)/(es/as)            | Derrotado(a)/(os/as)           | Resultado                |
| Simples feminino – 2ª fase  | Petra Kvitová [25]             | Ana Bogdan                     | 6–1, 7–6(7–5)            |
| Simples masculino – 2ª fase | Liam Broady [WC]               | Diego Schwartzman [12]         | 6–2, 4–6, 0–6, 7–66, 6–1 |
| Simples masculino – 2ª fase | Daniel Elahi Galán             | Roberto Bautista Agut [17]     | w.o.                     |
| Simples masculino – 2ª fase | Maxime Cressy vs Jack Sock [Q] | Maxime Cressy vs Jack Sock [Q] | 4–6, 4–6, suspenso       |

## Dia 5 (1º de julho)
- Cabeças de chave eliminados:
  - Simples masculino:  John Isner [20],  Nikoloz Basilashvili [22],  Miomir Kecmanović [25],  Oscar Otte [32]
  - Simples feminino:  Maria Sakkari [5],  Angelique Kerber [15],  Alison Riske-Amritraj [28],  Zhang Shuai [33]
  - Duplas mistas:  Marcelo Arévalo /  Giuliana Olmos [5]

Ordem dos jogos:
| Quadra Central              | Quadra Central                        | Quadra Central                | Quadra Central       |
| Evento                      | Vencedor(a)/(es/as)                   | Derrotado(a)/(os/as)          | Resultado            |
| --------------------------- | ------------------------------------- | ----------------------------- | -------------------- |
| Simples feminino – 3ª fase  | Ons Jabeur [3]                        | Diane Parry                   | 6–2, 6–3             |
| Simples masculino – 3ª fase | Novak Djokovic [1]                    | Miomir Kecmanović [25]        | 6–0, 6–3, 6–4        |
| Simples masculino – 3ª fase | Cameron Norrie [9]                    | Steve Johnson                 | 6–4, 6–1, 6–0        |
| Quadra Nº 1                 |                                       |                               |                      |
| Evento                      | Vencedor(a)/(es/as)                   | Derrotado(a)/(os/as)          | Resultado            |
| Simples feminino – 3ª fase  | Heather Watson                        | Kaja Juvan                    | 7–66, 6–2            |
| Simples feminino – 3ª fase  | Elise Mertens [24]                    | Angelique Kerber [15]         | 6–4, 7–5             |
| Simples masculino – 3ª fase | Carlos Alcaraz [5]                    | Oscar Otte [32]               | 6–3, 6–1, 6–2        |
| Duplas mistas – 1ª fase     | Jamie Murray [WC] Venus Williams [WC] | Michael Venus Alicja Rosolska | 6–3, 36–7, 6–3       |
| Quadra Nº 2                 |                                       |                               |                      |
| Evento                      | Vencedor(a)/(es/as)                   | Derrotado(a)/(os/as)          | Resultado            |
| Simples masculino – 3ª fase | Frances Tiafoe [23]                   | Alexander Bublik              | 3–6, 7–61, 7–63, 6–4 |
| Simples feminino – 3ª fase  | Tatjana Maria                         | Maria Sakkari [5]             | 6–3, 7–5             |
| Simples masculino – 3ª fase | Jannik Sinner [10]                    | John Isner [20]               | 6–4, 7–64, 6–3       |
| Quadra Nº 3                 |                                       |                               |                      |
| Evento                      | Vencedor(a)/(es/as)                   | Derrotado(a)/(os/as)          | Resultado            |
| Simples feminino – 3ª fase  | Jeļena Ostapenko [12]                 | Irina-Camelia Begu            | 3–6, 6–1, 6–1        |
| Simples masculino – 3ª fase | Jack Sock [Q]                         | Maxime Cressy                 | 6–4, 6–4, 3–6, 7–61  |
| Simples masculino – 3ª fase | Tommy Paul [30]                       | Jiří Veselý                   | 6–3, 6–2, 6–2        |
| Simples feminino – 3ª fase  | Caroline Garcia                       | Zhang Shuai [33]              | 7–63, 7–65           |

## Dia 6 (2 de julho)
- Cabeças de chave eliminados:
  - Simples masculino:  Stefanos Tsitsipas [4],  Lorenzo Sonego [27],  Jenson Brooksby [29]
  - Simples feminino:  Iga Świątek [1],  Jessica Pegula [8],  Coco Gauff [11],  Barbora Krejčíková [13],  Petra Kvitová [25]
  - Duplas femininas:  Natela Dzalamidze /  Aleksandra Krunić [13],  Marie Bouzková /  Tereza Mihalíková [16]

Ordem dos jogos:
| Quadra Central              | Quadra Central               | Quadra Central         | Quadra Central       |
| Evento                      | Vencedor(a)/(es/as)          | Derrotado(a)/(os/as)   | Resultado            |
| --------------------------- | ---------------------------- | ---------------------- | -------------------- |
| Simples feminino – 3ª fase  | Amanda Anisimova [20]        | Coco Gauff [11]        | 46–7, 6–2, 6–1       |
| Simples feminino – 3ª fase  | Paula Badosa [4]             | Petra Kvitová [25]     | 7–5, 7–64            |
| Simples masculino – 3ª fase | Rafael Nadal [2]             | Lorenzo Sonego [27]    | 6–1, 6–2, 6–4        |
| Quadra Nº 1                 |                              |                        |                      |
| Evento                      | Vencedor(a)/(es/as)          | Derrotado(a)/(os/as)   | Resultado            |
| Simples masculino – 3ª fase | Alex de Minaur [19]          | Naomi Broady [WC]      | 6–3, 6–4, 7–5        |
| Simples feminino – 3ª fase  | Alizé Cornet                 | Iga Świątek [1]        | 6–4, 6–2             |
| Simples masculino – 3ª fase | Nick Kyrgios                 | Stefanos Tsitsipas [4] | 26–7, 6–4, 6–3, 7–67 |
| Quadra Nº 2                 |                              |                        |                      |
| Evento                      | Vencedor(a)/(es/as)          | Derrotado(a)/(os/as)   | Resultado            |
| Simples feminino – 3ª fase  | Harmony Tan                  | Katie Boulter [WC]     | 6–1, 6–1             |
| Simples masculino – 3ª fase | Botic van de Zandschulp [21] | Richard Gasquet        | 7–5, 2–6, 7–67, 6–1  |
| Simples feminino – 3ª fase  | Simona Halep [16]            | Magdalena Fręch        | 6–4, 6–1             |
| Quadra Nº 3                 |                              |                        |                      |
| Evento                      | Vencedor(a)/(es/as)          | Derrotado(a)/(os/as)   | Resultado            |
| Simples masculino – 3ª fase | Cristian Garín               | Jenson Brooksby [29]   | 6–2, 6–3, 1–6, 6–4   |
| Simples masculino – 3ª fase | Taylor Fritz [11]            | Alex Molčan            | 6–4, 6–1, 7–63       |
| Simples feminino – 3ª fase  | Petra Martić                 | Jessica Pegula [8]     | 6–2, 7–65            |

## Dia 7 (3 de julho)
Wimbledon rompeu com a tradição do Middle Sunday, dia em que não há partidas, em sua metade. A partir de 2022, o torneio transcorrerá sem interrupções.
- Cabeças de chave eliminados:
  - Simples masculino:  Carlos Alcaraz [5],  Frances Tiafoe [23],  Tommy Paul [30]
  - Simples feminino:  Jeļena Ostapenko [12],  Elise Mertens [24]
  - Duplas masculinas:  Lloyd Glasspool /  Harri Heliövaara [15],  Rafael Matos /  David Vega Hernández [16]
  - Duplas femininas:  Gabriela Dabrowski /  Giuliana Olmos [3]
  - Duplas mistas:  Nicolas Mahut /  Zhang Shuai [3],  Filip Polášek /  Andreja Klepač [8]

Ordem dos jogos:
| Quadra Central              | Quadra Central                        | Quadra Central                              | Quadra Central           |
| Evento                      | Vencedor(a)/(es/as)                   | Derrotado(a)/(os/as)                        | Resultado                |
| --------------------------- | ------------------------------------- | ------------------------------------------- | ------------------------ |
| Simples feminino – 4ª fase  | Jule Niemeier                         | Heather Watson                              | 6–2, 6–4                 |
| Simples masculino – 4ª fase | Jannik Sinner [10]                    | Carlos Alcaraz [5]                          | 6–1, 6–4, 86–7, 6–3      |
| Simples masculino – 4ª fase | Novak Djokovic [1]                    | Tim van Rijthoven [WC]                      | 6–2, 4–6, 6–1, 6–2       |
| Quadra Nº 1                 |                                       |                                             |                          |
| Evento                      | Vencedor(a)/(es/as)                   | Derrotado(a)/(os/as)                        | Resultado                |
| Simples feminino – 4ª fase  | Tatjana Maria                         | Jeļena Ostapenko [12]                       |                          |
| Simples masculino – 4ª fase | Cameron Norrie [9]                    | Tommy Paul [30]                             | 6–4, 7–5, 6–4            |
| Simples feminino – 4ª fase  | Ons Jabeur [3]                        | Elise Mertens [24]                          | 7–69, 6–4                |
| Quadra Nº 2                 |                                       |                                             |                          |
| Evento                      | Vencedor(a)/(es/as)                   | Derrotado(a)/(os/as)                        | Resultado                |
| Simples feminino – 4ª fase  | Marie Bouzková                        | Caroline Garcia                             | 7–5, 6–2                 |
| Simples masculino – 4ª fase | David Goffin                          | Frances Tiafoe [23]                         | 7–63, 5–7, 5–7, 6–4, 7–5 |
| Duplas mistas – 2ª fase     | Jonny O'Mara [WC] Alicia Barnett [WC] | Jamie Murray [WC] Venus Williams [WC]       | 3–6, 6–4, 7–616          |
| Quadra Nº 3                 |                                       |                                             |                          |
| Evento                      | Vencedor(a)/(es/as)                   | Derrotado(a)/(os/as)                        | Resultado                |
| Duplas femininas – 3ª fase  | Shuko Aoyama [8] Chan Hao-ching [8]   | Alison Riske-Amritraj Coco Vandeweghe       | 6–4, 4–6, 7–6(10–3)      |
| Duplas mistas – 2ª fase     | Matthew Ebden Samantha Stosur         | Joran Vliegen [Alt] Ulrikke Eikeri [Alt]    | 4–6, 7–66, 6–4           |
| Duplas masculinas – 3ª fase | Rajeev Ram [1] Joe Salisbury [1]      | Rafael Matos [16] David Vega Hernández [16] | 4–6, 6–4, 6–3, 6–4       |
| Duplas mistas – 2ª fase     | Neal Skupski [2] Desirae Krawczyk [2] | Matwé Middelkoop Ellen Perez                | 7–5, 6–2                 |

## Dia 8 (4 de julho)
- Cabeças de chave eliminados:
  - Simples masculino:  Alex de Minaur [19],  Botic van de Zandschulp [21]
  - Simples feminino:  Paula Badosa [4]
  - Duplas masculinas:  Wesley Koolhof /  Neal Skupski [3],  Jamie Murray /  Bruno Soares [9],  Santiago González /  Andrés Molteni [13]
  - Duplas femininas:  Asia Muhammad /  Ena Shibahara [5],  Xu Yifan /  Yang Zhaoxuan [9],  Nadiia Kichenok /  Raluca Olaru [15]
  - Duplas mistas:  Jean-Julien Rojer /  Ena Shibahara [1],  John Peers /  Gabriela Dabrowski [4]

Ordem dos jogos:
| Quadra Central                   | Quadra Central                             | Quadra Central                                | Quadra Central                 |
| Evento                           | Vencedor(a)/(es/as)                        | Derrotado(a)/(os/as)                          | Resultado                      |
| -------------------------------- | ------------------------------------------ | --------------------------------------------- | ------------------------------ |
| Simples masculino – 4ª fase      | Nick Kyrgios                               | Brandon Nakashima                             | 4–6, 6–4, 7–62, 3–6, 6–2       |
| Simples feminino – 4ª fase       | Simona Halep [16]                          | Paula Badosa [4]                              | 6–1, 6–2                       |
| Simples masculino – 4ª fase      | Rafael Nadal [2]                           | Botic van de Zandschulp [21]                  | 6–4, 6–2, 7–66                 |
| Quadra Nº 1                      |                                            |                                               |                                |
| Evento                           | Vencedor(a)/(es/as)                        | Derrotado(a)/(os/as)                          | Resultado                      |
| Simples feminino – 4ª fase       | Elena Rybakina [17]                        | Petra Martić                                  | 7–5, 6–3                       |
| Simples masculino – 4ª fase      | Taylor Fritz [11]                          | Jason Kubler [Q]                              | 6–3, 6–1, 6–4                  |
| Simples feminino – 4ª fase       | Amanda Anisimova [20]                      | Harmony Tan                                   | 6–2, 6–3                       |
| Quadra Nº 2                      |                                            |                                               |                                |
| Evento                           | Vencedor(a)/(es/as)                        | Derrotado(a)/(os/as)                          | Resultado                      |
| Simples masculino – 4ª fase      | Cristian Garín                             | Alex de Minaur [19]                           | 2–6, 5–7, 7–63, 6–4, 7–6(10–6) |
| Simples feminino – 4ª fase       | Ajla Tomljanović                           | Alizé Cornet                                  | 4–6, 6–4, 6–3                  |
| Duplas mistas – Quartas de final | Jack Sock Coco Gauff                       | Édouard Roger-Vasselin [PR] Alizé Cornet [PR] | 6–3, 6–4                       |
| Quadra Nº 3                      |                                            |                                               |                                |
| Evento                           | Vencedor(a)/(es/as)                        | Derrotado(a)/(os/as)                          | Resultado                      |
| Duplas femininas – 3ª fase       | Lyudmyla Kichenok [4] Jeļena Ostapenko [4] | Harriet Dart [WC] Heather Watson [WC]         | 5–7, 6–4, 6–2                  |
| Duplas masculinas – 3ª fase      | John Peers [7] Filip Polášek [7]           | Jamie Murray [9] Bruno Soares [9]             | 7–65, 6–4, 4–6, 6–4            |
| Duplas mistas – 2ª fase          | Robert Farah [7] Jeļena Ostapenko [7]      | Nikola Čačić [Alt] Aleksandra Krunić [Alt]    | 7–65, 6–4                      |
| Duplas mistas – Quartas de final | Mate Pavić [6] Sania Mirza [6]             | John Peers [4] Gabriela Dabrowski [4]         | 6–4, 3–6, 7–5                  |

## Dia 9 (5 de julho)
- Cabeças de chave eliminados:
  - Simples masculino:  Jannik Sinner [10]
  - Duplas masculinas:  Kevin Krawietz /  Andreas Mies [11]
  - Duplas femininas:  Shuko Aoyama /  Chan Hao-ching [8],  Nicole Melichar-Martinez /  Ellen Perez [10]

Ordem dos jogos:
| Quadra Central                         | Quadra Central                                | Quadra Central                                 | Quadra Central          |
| Evento                                 | Vencedor(a)/(es/as)                           | Derrotado(a)/(os/as)                           | Resultado               |
| -------------------------------------- | --------------------------------------------- | ---------------------------------------------- | ----------------------- |
| Simples masculino – Quartas de final   | Novak Djokovic [1]                            | Jannik Sinner [10]                             | 5–7, 2–6, 6–3, 6–2, 6–2 |
| Simples feminino – Quartas de final    | Ons Jabeur [3]                                | Marie Bouzková                                 | 3–6, 6–1, 6–1           |
| Quadra Nº 1                            |                                               |                                                |                         |
| Evento                                 | Vencedor(a)/(es/as)                           | Derrotado(a)/(os/as)                           | Resultado               |
| Simples feminino – Quartas de final    | Tatjana Maria                                 | Jule Niemeier                                  | 4–6, 6–2, 7–5           |
| Simples masculino – Quartas de final   | Cameron Norrie [9]                            | David Goffin                                   | 3–6, 7–5, 2–6, 6–3, 7–5 |
| Quadra Nº 2                            |                                               |                                                |                         |
| Evento                                 | Vencedor(a)/(es/as)                           | Derrotado(a)/(os/as)                           | Resultado               |
| Duplas femininas – Quartas de final    | Barbora Krejčíková [2] Kateřina Siniaková [2] | Nicole Melichar-Martinez [10] Ellen Perez [10] | 1–6, 7–62, 6–2          |
| Duplas masculinas convidadas – Grupo A | Tommy Haas Mark Philippoussis                 | James Blake Daniel Nestor                      | 6–1, 7–65               |
| Duplas mistas – Quartas de final       | Matthew Ebden Samantha Stosur                 | Jonny O'Mara [WC] Alicia Barnett [WC]          | 6–3, 6–1                |
| Duplas mistas convidadas – Grupo A     | Todd Woodbridge Cara Black                    | Thomas Johansson Mary Joe Fernández            | 6–4, 6–3                |
| Duplas femininas convidadas – Grupo A  | Kim Clijsters Martina Hingis                  | Nathalie Dechy Barbara Schett                  | 6–0, 6–3                |
| Quadra Nº 3                            |                                               |                                                |                         |
| Evento                                 | Vencedor(a)/(es/as)                           | Derrotado(a)/(os/as)                           | Resultado               |
| Duplas femininas convidadas – Grupo B  | Daniela Hantuchová Laura Robson               | Casey Dellacqua Alicia Molik                   | 6–3, 7–5                |
| Duplas femininas – Quartas de final    | Lyudmyla Kichenok [4] Jeļena Ostapenko [4]    | Shuko Aoyama [8] Chan Hao-ching [8]            | 4–6, 6–1, 7–5           |
| Duplas masculinas – Quartas de final   | Nikola Mektić [2] Mate Pavić [2]              | Kevin Krawietz [11] Andreas Mies [11]          | 6–4, 6–3, 6–3           |
| Duplas masculinas convidadas – Grupo B | Bob Bryan Mike Bryan                          | Fernando González Sébastien Grosjean           | 6–4, 6–4                |

## Dia 10 (6 de julho)
- Cabeças de chave eliminados:
  - Simples masculino:  Taylor Fritz [11]
  - Simples feminino:  Amanda Anisimova [20]
  - Duplas masculinas:  John Peers /  Filip Polášek [7],  Nicolas Mahut /  Édouard Roger-Vasselin [12]
  - Duplas femininas:  Andreja Klepač /  Alexa Guarachi [7],  Erin Routliffe /  Alicja Rosolska [11]
  - Duplas mistas:  Sania Mirza /  Mate Pavić [6]

Ordem dos jogos:
| Quadra Central                         | Quadra Central                        | Quadra Central                                 | Quadra Central                |
| Evento                                 | Vencedor(a)/(es/as)                   | Derrotado(a)/(os/as)                           | Resultado                     |
| -------------------------------------- | ------------------------------------- | ---------------------------------------------- | ----------------------------- |
| Simples feminino – Quartas de final    | Simona Halep [16]                     | Amanda Anisimova [20]                          | 6–2, 6–4                      |
| Simples masculino – Quartas de final   | Rafael Nadal [2]                      | Taylor Fritz [11]                              | 3–6, 7–5, 3–6, 7–5, 7–6(10–4) |
| Duplas femininas convidadas – Grupo A  | Kim Clijsters Martina Hingis          | Anna-Lena Grönefeld Karolina Šprem             | 6–1, 6–3                      |
| Quadra Nº 1                            |                                       |                                                |                               |
| Evento                                 | Vencedor(a)/(es/as)                   | Derrotado(a)/(os/as)                           | Resultado                     |
| Simples feminino – Quartas de final    | Elena Rybakina [17]                   | Ajla Tomljanović                               | 4–6, 6–2, 6–3                 |
| Simples masculino – Quartas de final   | Nick Kyrgios                          | Cristian Garín                                 | 6–4, 6–3, 7–65                |
| Duplas masculinas convidadas – Grupo A | Marcos Baghdatis Xavier Malisse       | Tommy Haas Mark Philippoussis                  | 2–6, 6–4, [10–6]              |
| Quadra Nº 2                            |                                       |                                                |                               |
| Evento                                 | Vencedor(a)/(es/as)                   | Derrotado(a)/(os/as)                           | Resultado                     |
| Duplas masculinas – Quartas de final   | Rajeev Ram [1] Joe Salisbury [1]      | Nicolas Mahut [12] Édouard Roger-Vasselin [12] | 6–3, 16–7, 6–1, 3–6, 6–4      |
| Duplas femininas – Quartas de final    | Danielle Collins Desirae Krawczyk     | Alicja Rosolska [11] Erin Routliffe [11]       | 6–1, 46–7, 6–3                |
| Duplas mistas convidadas – Grupo B     | Mark Woodforde Iva Majoli             | Greg Rusedski Anne Keothavong                  | 6–4, 7–67                     |
| Duplas mistas – Semifinais             | Neal Skupski [2] Desirae Krawczyk [2] | Mate Pavić [6] Sania Mirza [6]                 | 4–6, 7–5, 6–4                 |
| Quadra Nº 3                            |                                       |                                                |                               |
| Evento                                 | Vencedor(a)/(es/as)                   | Derrotado(a)/(os/as)                           | Resultado                     |
| Duplas masculinas – Quartas de final   | Matthew Ebden [14] Max Purcell [14]   | John Peers [7] Filip Polášek [7]               | 6–4, 6–4, 6–2                 |
| Duplas femininas – Quartas de final    | Elise Mertens [1] Zhang Shuai [1]     | Alexa Guarachi [7] Andreja Klepač [7]          | 6–3, 6–2                      |
| Duplas mistas – Semifinais             | Matthew Ebden Samantha Stosur         | Jack Sock Coco Gauff                           | 6–3, 5–7, 7–5                 |

## Dia 11 (7 de julho)
- Cabeças de chave eliminados:
  - Simples masculino:  Rafael Nadal [2][nota 6][12]
  - Simples feminino:  Simona Halep [16]
  - Duplas masculinas:  Rajeev Ram /  Joe Salisbury [1],  Juan Sebastián Cabal /  Robert Farah [6]

Ordem dos jogos:
| Quadra Central                               | Quadra Central                         | Quadra Central                               | Quadra Central                  |
| Evento                                       | Vencedor(a)/(es/as)                    | Derrotado(a)/(os/as)                         | Resultado                       |
| -------------------------------------------- | -------------------------------------- | -------------------------------------------- | ------------------------------- |
| Simples feminino – Semifinais                | Ons Jabeur [3]                         | Tatjana Maria                                | 6–2, 3–6, 6–1                   |
| Simples feminino – Semifinais                | Elena Rybakina [17]                    | Simona Halep [16]                            | 6–3, 6–3                        |
| Duplas mistas convidadas – Grupo A           | Todd Woodbridge Cara Black             | Mansour Bahrami Conchita Martinez            | 7–62, 6–1                       |
| Duplas mistas – Final                        | Neal Skupski [2] Desirae Krawczyk [2]  | Matthew Ebden Samantha Stosur                | 6–4, 6–3                        |
| Quadra Nº 1                                  |                                        |                                              |                                 |
| Evento                                       | Vencedor(a)/(es/as)                    | Derrotado(a)/(os/as)                         | Resultado                       |
| Duplas masculinas – Semifinais               | Matthew Ebden [14] Max Purcell [14]    | Rajeev Ram [1] Joe Salisbury [1]             | 3–6, 16–7, 7–69, 6–4, 6–2       |
| Duplas masculinas – Semifinais               | Nikola Mektić [2] Mate Pavić [2]       | Juan Sebastián Cabal [6] Robert Farah [6]    | 26–7, 7–60, 4–6, 6–2, 7–6(10–4) |
| Quadra Nº 2                                  |                                        |                                              |                                 |
| Evento                                       | Vencedor(a)/(es/as)                    | Derrotado(a)/(os/as)                         | Resultado                       |
| Duplas femininas convidadas – Grupo B        | Jelena Janković Agnieszka Radwańska    | Casey Dellacqua Alicia Molik                 | 6–2, 6–2                        |
| Simples feminino juvenil – Quartas de final  | Liv Hovde [1]                          | Ella Seidel                                  | 6–3, 6–2                        |
| Duplas mistas convidadas – Grupo B           | Nenad Zimonjić Marion Bartoli          | Goran Ivanišević Mary Pierce                 | 6–4, 6–4                        |
| Duplas masculinas convidadas – Grupo B       | Bob Bryan Mike Bryan                   | Jonathan Marray Frederik Nielsen             | 6–4, 6–4                        |
| Duplas masculinas convidadas – Grupo A       | Arnaud Clément Michaël Llodra          | James Blake Daniel Nestor                    | 6–3, 6–4                        |
| Quadra Nº 3                                  |                                        |                                              |                                 |
| Evento                                       | Vencedor(a)/(es/as)                    | Derrotado(a)/(os/as)                         | Resultado                       |
| Duplas femininas convidadas – Grupo A        | Vania King Yaroslava Shvedova          | Nathalie Dechy Barbara Schett                | 6–2, 6–4                        |
| Simples feminino juvenil – Quartas de final  | Linda Klimovičová [16]                 | Jasmine Conway [WC]                          | 2–6, 6–2, 6–1                   |
| Duplas masculinas juvenis – Quartas de final | Martín Landaluce [7] Pedro Ródenas [7] | Gilles Arnaud Bailly [4] Jakub Nicod [4]     | 6–3, 3–6, [10–5]                |
| Duplas femininas juvenis – Quartas de final  | Nikola Bartůňková [1] Céline Naef [1]  | Hannah Klugman [WC] Hephzibah Oluwadare [WC] | 6–0, 6–1                        |

## Dia 12 (8 de julho)
- Cabeças de chave eliminados:
  - Simples masculino:  Cameron Norrie [9]
  - Duplas masculinas:  Lyudmyla Kichenok /  Jeļena Ostapenko [4]

Ordem dos jogos:
| Quadra Central                             | Quadra Central                                | Quadra Central                             | Quadra Central      |
| Evento                                     | Vencedor(a)/(es/as)                           | Derrotado(a)/(os/as)                       | Resultado           |
| ------------------------------------------ | --------------------------------------------- | ------------------------------------------ | ------------------- |
| Duplas femininas – Semifinais              | Barbora Krejčíková [2] Kateřina Siniaková [2] | Lyudmyla Kichenok [9] Jeļena Ostapenko [9] | 6–2, 6–2            |
| Simples masculino – Semifinais             | Novak Djokovic [1]                            | Cameron Norrie [9]                         | 2–6, 6–3, 6–2, 6–4  |
| Duplas femininas – Semifinais              | Elise Mertens [1] Zhang Shuai [1]             | Danielle Collins Desirae Krawczyk          | 6–2, 3–6, 6–3       |
| Quadra Nº 1                                |                                               |                                            |                     |
| Evento                                     | Vencedor(a)/(es/as)                           | Derrotado(a)/(os/as)                       | Resultado           |
| Simples masculino cadeirante – Semifinais  | Alfie Hewett [2]                              | Gustavo Fernández                          | 2–6, 7–63, 6–4      |
| Duplas femininas convidadas – Grupo A      | Kim Clijsters Martina Hingis                  | Vania King Yaroslava Shvedova              | 6–4, 6–1            |
| Duplas mistas convidadas – Grupo A         | Nenad Zimonjić Martina Hingis                 | Greg Rusedski Anne Keothavong              | 6–3, 6–4            |
| Duplas masculinas cadeirantes – Semifinais | Alfie Hewett [1] Gordon Reid [1]              | Tom Egberink Joachim Gérard                | 3–6, 6–1, 7–6(10–7) |
| Quadra Nº 3                                |                                               |                                            |                     |
| Evento                                     | Vencedor(a)/(es/as)                           | Derrotado(a)/(os/as)                       | Resultado           |
| Duplas masculinas convidadas – Grupo B     | Fernando González Sébastien Grosjean          | Jonathan Marray Frederik Nielsen           | 6–3, 7–5            |
| Simples feminino cadeirante – Semifinais   | Diede de Groot [1]                            | Momoko Ohtani [WC]                         | 6–1, 6–0            |
| Duplas femininas cadeirantes – Semifinais  | Yui Kamiji Dana Mathewson                     | Kgothatso Montjane [2] Lucy Shuker [2]     | 6–4, 6–2            |
| Duplas masculinas convidadas – Grupo A     | Marcos Baghdatis Xavier Malisse               | James Blake Daniel Nestor                  | 6–2, 7–69           |
| Duplas mistas convidadas – Grupo A         | Mansour Bahrami Conchita Martinez             | Thomas Johansson Mary Joe Fernández        | 6–4, 6–4            |

## Dia 13 (9 de julho)
- Cabeças de chave eliminados:
  - Simples feminino:  Ons Jabeur [6]
  - Duplas masculinas:  Nikola Mektić /  Mate Pavić [2]

Ordem dos jogos:
| Quadra Central                         | Quadra Central                           | Quadra Central                   | Quadra Central                  |
| Evento                                 | Vencedor(a)/(es/as)                      | Derrotado(a)/(os/as)             | Resultado                       |
| -------------------------------------- | ---------------------------------------- | -------------------------------- | ------------------------------- |
| Simples feminino – Final               | Elena Rybakina [17]                      | Ons Jabeur [6]                   | 3–6, 6–2, 6–2                   |
| Duplas masculinas – Final              | Matthew Ebden [14] Max Purcell [14]      | Nikola Mektić [2] Mate Pavić [2] | 7–65, 36–7, 4–6, 6–4, 7–6(10–2) |
| Quadra Nº 1                            |                                          |                                  |                                 |
| Evento                                 | Vencedor(a)/(es/as)                      | Derrotado(a)/(os/as)             | Resultado                       |
| Simples feminino juvenil – Final       | Liv Hovde [1]                            | Luca Udvardy [7]                 | 6–3, 6–4                        |
| Duplas masculinas convidadas – Grupo A | Tommy Haas Mark Philippoussis            | Arnaud Clément Michaël Llodra    | 6–4, 7–5                        |
| Duplas mistas convidadas – Grupo A     | Todd Woodbridge Cara Black               | Thomas Enqvist Rennae Stubbs     | 6–3, 6–4                        |
| Quadra Nº 3                            |                                          |                                  |                                 |
| Evento                                 | Vencedor(a)/(es/as)                      | Derrotado(a)/(os/as)             | Resultado                       |
| Simples feminino cadeirante – Final    | Diede de Groot [1]                       | Yui Kamiji [2]                   | 6–4, 6–2                        |
| Duplas masculinas cadeirantes – Final  | Gustavo Fernández [2] Shingo Kunieda [2] | Alfie Hewett [1] Gordon Reid [1] | 6–3, 6–1                        |

## Dia 12 (8 de julho)
- Cabeças de chave eliminados:
  - Duplas femininas:  Elise Mertens /  Zhang Shuai [1]

Ordem dos jogos:
| Quadra Central                          | Quadra Central                                | Quadra Central                        | Quadra Central      |
| Evento                                  | Vencedor(a)/(es/as)                           | Derrotado(a)/(os/as)                  | Resultado           |
| --------------------------------------- | --------------------------------------------- | ------------------------------------- | ------------------- |
| Simples masculino – Final               | Novak Djokovic [1]                            | Nick Kyrgios                          | 4–6, 6–3, 6–4, 7–63 |
| Duplas femininas – Final                | Barbora Krejčíková [2] Kateřina Siniaková [2] | Elise Mertens [1] Zhang Shuai [1]     | 6–2, 6–4            |
| Quadra Nº 1                             |                                               |                                       |                     |
| Evento                                  | Vencedor(a)/(es/as)                           | Derrotado(a)/(os/as)                  | Resultado           |
| Simples masculino juvenil – Final       | Mili Poljičak [3]                             | Michael Zheng                         | 7–62, 7–63          |
| Duplas masculinas convidadas – Final    | Bob Bryan Mike Bryan                          | Marcos Baghdatis Xavier Malisse       | 6–3, 6–4            |
| Duplas masculinas tetraplégicas – Final | Sam Schröder [1] Niels Vink [1]               | Andy Lapthorne [2] David Wagner [2]   | 46–7, 6–2, 6–3      |
| Quadra Nº 3                             |                                               |                                       |                     |
| Evento                                  | Vencedor(a)/(es/as)                           | Derrotado(a)/(os/as)                  | Resultado           |
| Simples masculino cadeirante – Final    | Shingo Kunieda [1]                            | Alfie Hewett [2]                      | 4–6, 7–5, 7–6(10–5) |
| Duplas femininas cadeirantes – Final    | Yui Kamiji Dana Mathewson                     | Diede de Groot [1] Aniek van Koot [1] | 6–1, 7–5            |